# 維科莫爾科泰

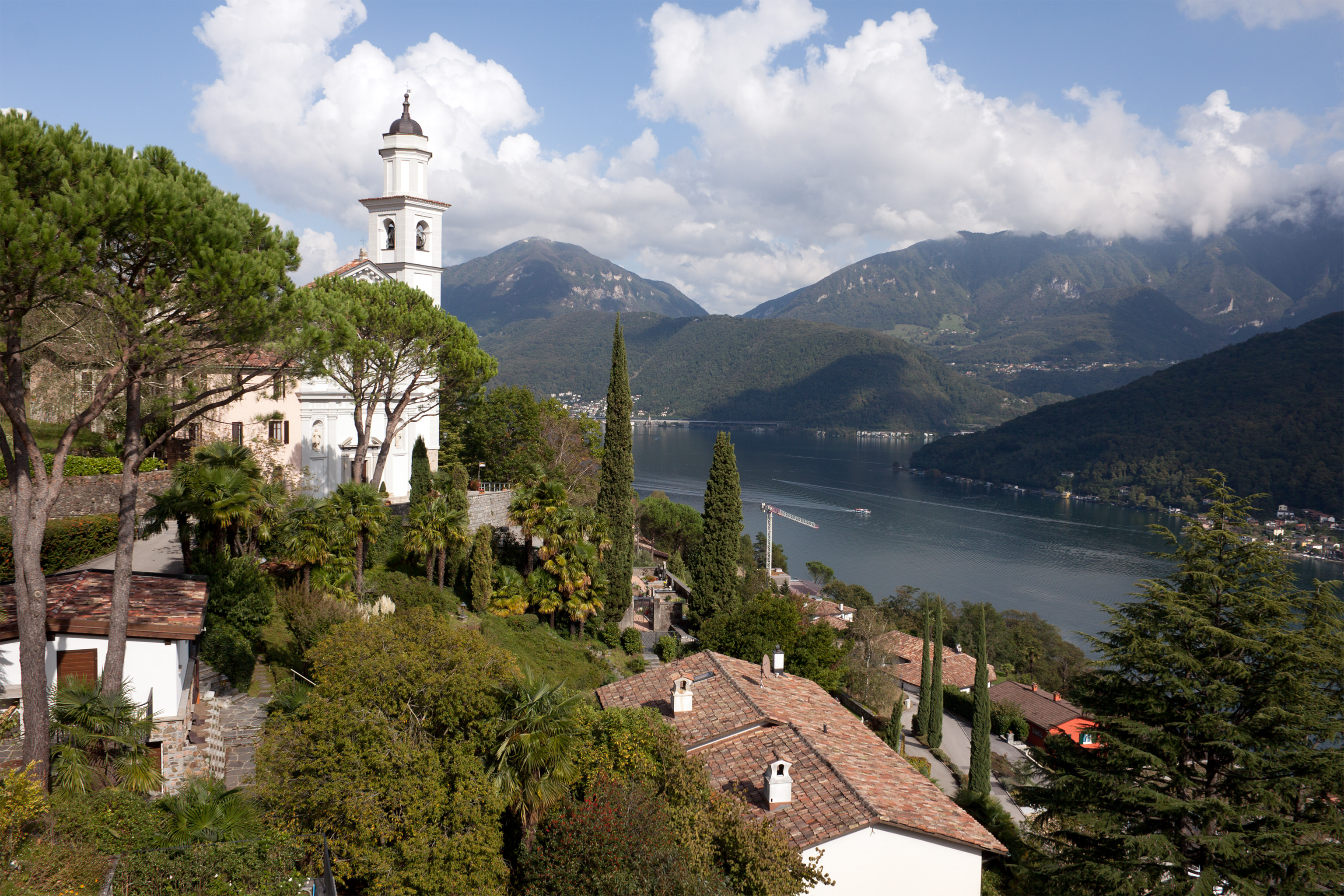

維科莫爾科泰是瑞士的城鎮，位於該國南部，由提契諾州負責管轄，面積1.91平方公里，海拔高度442米，2011年人口360，七成人口信奉羅馬天主教，人口密度每平方公里188人。

## 外部連結
- Morcote Turismo Svizzera Morcote & Vico Morcote Tourism site （意大利文）.
- International Institute of Architecture （页面存档备份，存于）
- （页面存档备份，存于） View of village (YouTube video) （意大利文）.